# خرده‌شخصیت
یک خرده‌شخصیت در روان‌شناسی انسان‌گرایانه، روان‌شناسی فرافردی و روان‌شناسی ایگو حالتی از شخصیت است که برای اینکه فرد با انواع خاص موقعیت‌های روانی-اجتماعی مواجه شود، فعال می‌شود. (به‌صورت موقت ظاهر می‌گردد.) مشابه یک عقده روانی این حالت‌ها ممکن است شامل افکار، احساسات، اعمال، فیزیولوژی و دیگر عناصر رفتار انسانی باشند تا فرد حالت مشخصی از خود ارائه دهد که برای بی‌اثر کردن انواع مشخصی از موقعیت‌های روانی-اجتماعی کارآمد باشد. فیلسوف فرافردی آمریکایی، کن ویلبر و روان‌شناس انسان‌گرای انگلیسی، جان روان، حدود دوازده خرده‌شخصیت را برای یک شخص معمولی پیشنهاد کردند.